# Чемпионат мира по шоссейным велогонкам 2021 — групповая гонка (юниоры)
Групповая гонка у юниоров на чемпионате мира по шоссейному велоспорту 2021 года прошла 24 сентября в бельгийском регионе Фландрия. Победу одержал датский велогонщик Пер Странд Хагенес.

## Участники
Страны-участницы определялись на основании рейтинга UCI Men Juniors Nations' Cup. Максимальное количество гонщиков в команде не могло превышать 5 человек. Помимо этого вне квоты могли участвовать действующие чемпион мира и чемпионы континентальных чемпионатов. Всего участие приняло 178 участников из 55 стран.
| Национальные сборные (55)- США U19 - Норвегия U19 - Бельгия U19 - Франция U19 - Дания U19 - Эстония U19 - Германия U19 - Испания U19 - Италия U19 - Нидерланды U19 - Люксембург U19 - Австрия U19 - Польша U19 - Великобритания U19 - Чехия U19 - Руанда U19 - Швейцария U19 - Ирландия U19 - Сербия U19 - ЮАР U19 - Венгрия U19 - Марокко U19 - Словакия U19 - Алжир U19 - Литва U19 - Финляндия U19 - Азербайджан U19 - Эфиопия U19 - Латвия U19 - Чили U19 - Словения U19 - Казахстан U19 - Россия U19 - Эквадор U19 - Румыния U19 - Пуэрто-Рико U19 - Португалия U19 - Бермудские Острова U19 - Израиль U19 - Панама U19 - Новая Зеландия U19 - Болгария U19 - Кипр U19 - Куба U19 - Хорватия U19 - Бразилия U19 - Мексика U19 - Венесуэла U19 - Узбекистан U19 - Уругвай U19 - Колумбия U19 - Аргентина U19 - Украина U19 - Швеция U19 - Канада U19 |
| |

## Маршрут
Маршрут гонки был проложен во Фламандском Брабанте. Старт и финиш располагался в Лёвене, а сама трасса представляла 15,5-километровой круг через город Лёвен. Профиль круговой трассы технический, извилистый со множеством поворотов, имел холмистый профиль с четырьмя подъёмами.
Первым располагался подъём Keizersberg (протяжённость 300 метров, средний градиент 6,2%), вершина которого находилась за 10,5 км до финишной черты. Затем после нескольких поворотов начинался второй подъём Decouxlaan (протяжённость 400 метров, средний градиент 4,3%) за 7,2 км до финишной черты. Далее очередная череда поворотов перед третьим подъёмом Wijnpers (протяжённость 300 метров, средний градиент 6,2%) который располагался за 5,7 км км до финиша. Сразу после него резкий поворот и разворот на 180о, после чего шёл спуск по широкой кольцевой дороге заканчивавшим крутым левым поворотом за 3,2 км до финиша. Затем небольшой ровный 1,5 км участок с несколькими поворотами выводящий к четвёртому подъёму Sint-Antoniusber с брусчатым покрытием (протяжённость 200 метров, средний градиент 5,7%) наверху которого располагался ещё один поворот и далее спуск к флам ружу. За 800 метров до финиша располагался последний поворот, после которого предстояло преодолеть сначала 400 метром в тягун (средний градиент 2,2%, максимальный 5%), а затем последние 400 метров по прямой.
Всего предстояло преодолеть 8 кругов. Общая протяженность маршрута составила 121,4 километра.

| № | Название         | Длина (м) | Средний % |
| - | ---------------- | --------- | --------- |
| 1 | Keizersberg      | 300       | 6,2%      |
| 2 | Decouxlaan       | 400       | 4,3%      |
| 3 | Wijnpers         | 300       | 6,2%      |
| 4 | Sint-Antoniusber | 200       | 5,7%      |

## Результаты
| \| Генеральная классификация \| Генеральная классификация \| Генеральная классификация \| Генеральная классификация \| Генеральная классификация \| \| Гонщик \| Гонщик \| Команда \| Время \| \| \| ------------------------- \| ------------------------- \| ------------------------- \| ------------------------- \| ------------------------- \| \| 1-й \| Пер Странд Хагенес \| Норвегия U19 \| 2ч 43' 48 \| \| \| 2-й \| Ромен Грегуар \| Франция U19 \| + 19 \| \| \| 3-й \| Мадис Михкельс \| Эстония U19 \| + 24 \| \| \| 4-й \| Мартин Сврчек \| Словакия U19 \| + 24 \| \| \| 5-й \| Алекс Гаек \| Австрия U19 \| + 24 \| \| \| 6-й \| Антонио Моргадо \| Португалия U19 \| + 24 \| \| \| 7-й \| Мануэль Ойоли \| Италия U19 \| + 24 \| \| \| 8-й \| Влад Ван Мехелен \| Бельгия U19 \| + 24 \| \| \| 9-й \| Макс Пул \| Великобритания U19 \| + 24 \| \| \| 10-й \| Луис-Джо Люрс \| Германия U19 \| + 24 \| \| |                    |                    |           |
| |                    |                    |           |
| Источник: ProCyclingStats |                    |                    |           |
| Генеральная классификация |                    |                    |           |
| Гонщик | Гонщик             | Команда            | Время     |
| 1-й | Пер Странд Хагенес | Норвегия U19       | 2ч 43' 48 |
| 2-й | Ромен Грегуар      | Франция U19        | + 19      |
| 3-й | Мадис Михкельс     | Эстония U19        | + 24      |
| 4-й | Мартин Сврчек      | Словакия U19       | + 24      |
| 5-й | Алекс Гаек         | Австрия U19        | + 24      |
| 6-й | Антонио Моргадо    | Португалия U19     | + 24      |
| 7-й | Мануэль Ойоли      | Италия U19         | + 24      |
| 8-й | Влад Ван Мехелен   | Бельгия U19        | + 24      |
| 9-й | Макс Пул           | Великобритания U19 | + 24      |
| 10-й | Луис-Джо Люрс      | Германия U19       | + 24      |